# Martina Anderson

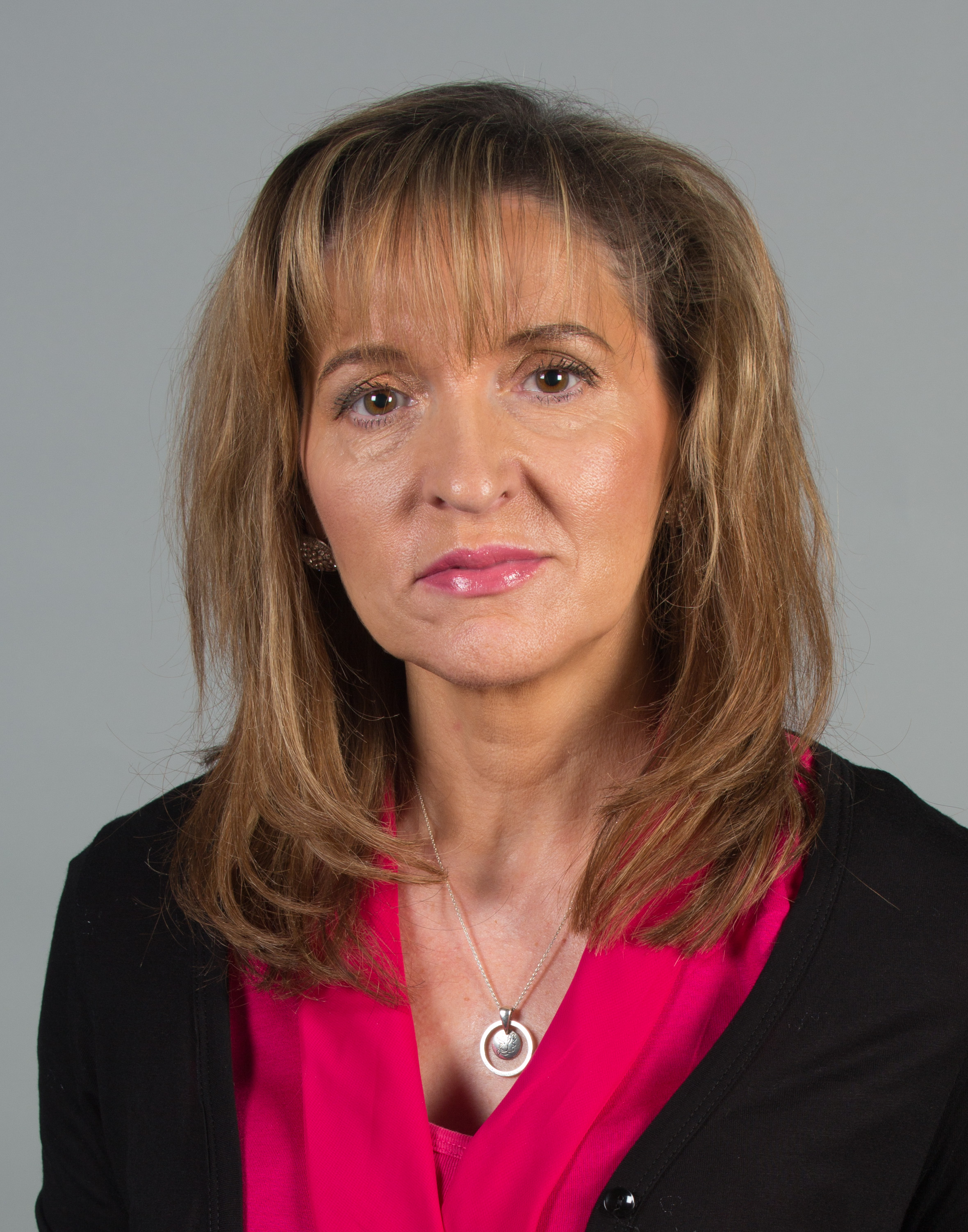
Martina Anderson (2014)

Martina Anderson (Derry, 16 april 1962) is een Noord-Iers politica en lid van het Europees Parlement voor Sinn Féin. Ze is een voormalig lid van het Provisional Irish Republican Army.

## Biografie
Anderson is geboren in een groot republikeins gezin. Ze heeft zes zussen en drie broers. Op 18-jarige leeftijd werd ze opgepakt in Derry, haar werd bezit van een vuurwapen en het veroorzaken van een explosie ten laste gelegd. Na twee maanden gevangenis werd Anderson op borgtocht vrijgelaten, waarop ze naar Buncrana vluchtte.
Op 24 juni 1985 werd ze opnieuw opgepakt in het bijzijn van een van de daders van de bomaanslag in Brighton en 3 andere IRA leden. Alle vijf werden op 11 juni 1986 veroordeeld voor het 'samenzweren om een explosie te veroorzaken in Engeland'. In 1989 trouwde Anderson met medegevangene en IRA lid Paul Kavanagh in de Full Sutton Gevangenis. Tijdens haar tijd in de gevangenis rondde ze een studie sociale wetenschappen af. Op 10 november 1998 werd ze vrijgelaten op basis van het Goede Vrijdag-akkoord en sinds die tijd heeft ze geweld afgezworen.

## Politieke carrière
In 2002 werd Anderson coördinator bij Sinn Féin voor heel Ierland, dit bleef ze tot 2006. In 2006 werd ze namelijk directeur van 'Unionist Engagement', een programma dat als doel had om unionisten en republikeinen dichter bij elkaar te brengen. Van 7 maart 2007 tot 11 juni 2012 was Anderson lid van het Assemblee voor Noord-Ierland voor het kiesdistrict Foyle. Voorts was ze van 2007 tot 2011 lid van de raad van bestuur van de Politie. In 2010 nam ze deel aan de Britse Lagerhuisverkiezingen van 2010, waar ze nipt verloor van Mark Durkan met een verschil van 5.000 stemmen. Vanaf 16 maart 2011 was ze onderminister op het departement van de premier en vicepremier van Noord-Ierland. 

In mei 2012 werd aangekondigd dat Anderson, Bairbre de Brún zou gaan vervangen als lid van het Europees Parlement. In dit parlement maakt ze deel uit van de Europees Unitair Links/Noords Groen Links fractie. Tijdens de Europese Parlementsverkiezingen van 2014 werd Anderson herkozen. In het Europarlement is ze voorzitter van de 'Delegatie voor de betrekkingen met de Raad van het Palestijnse Zelfbestuur'. 